# Song lang

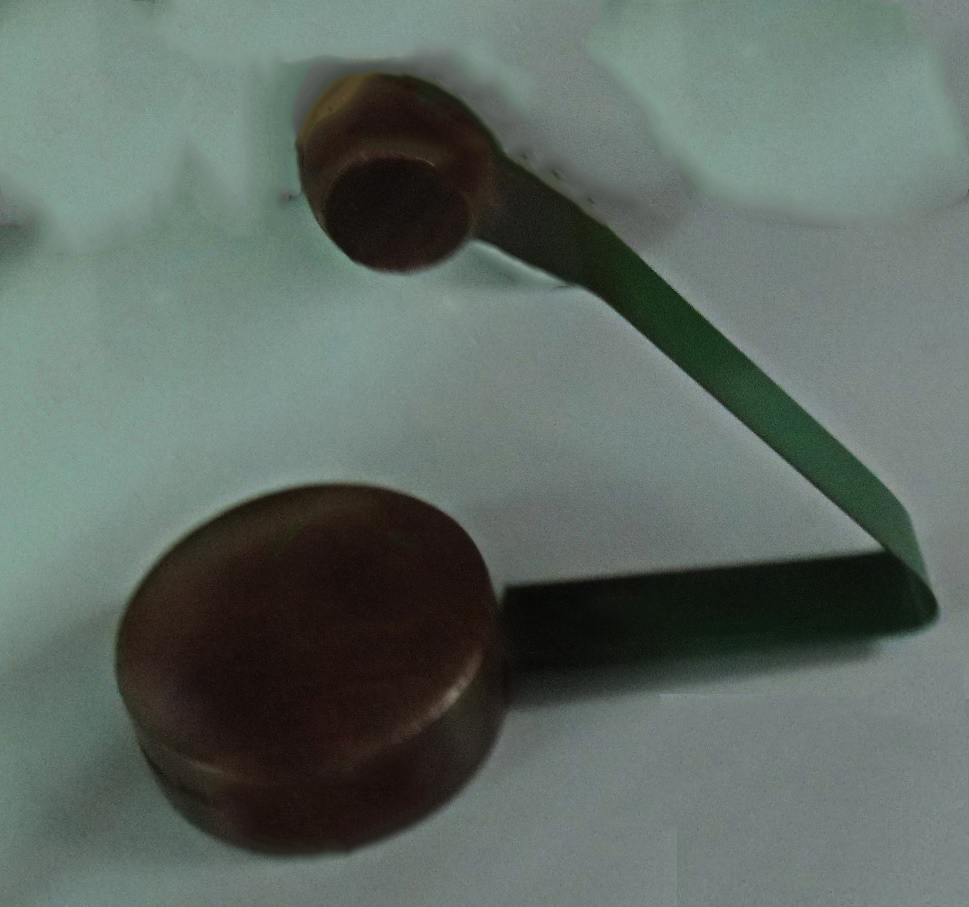
Song lang

Song lang, đôi lúc cũng viết thành Song lan hay Song loan, là một loại nhạc cụ họ tự thân vang chi gõ đặc trưng của người Việt.

## Cấu tạo
Là một loại mõ nhỏ bằng gỗ cứng hình tròn dẹt, song lang có hình dáng bé nhỏ nhất so với các nhạc cụ khác, một mảnh gỗ tròn chưa bằng miệng chén, đường kính 7 cm, cao 4 cm, được xẻ miệng sâu vào thân khoảng 1/3 để thoát âm. Có một cần gõ bằng sừng trâu uốn mỏng hoặc lá thép có độ đàn hồi cao, trên đầu cần có gắn miếng gỗ nhỏ để gõ xuống thân của nó, tạo ra âm thanh đều đặn "Cốp! Cốp!" 

## Chức năng trong dàn nhạc
Song lang vốn dùng để giữ nhịp không để độc tấu. Từ khi nhạc tài tử xuất hiện, thì song lang có vị trí cơ bản trong dàn nhạc tài tử và cải lương. Tuy là nhạc cụ quan trọng, nhưng về nhân sự trực tiếp thì không cố định. Có nghĩa là, mỗi nhạc cụ trong dàn nhạc là do một nhạc công đảm trách, còn song lang thì không; bất cứ nhạc công nào cũng có thể sử dụng nó, nhưng phải là người có năng lực chỉ huy dàn nhạc, tức là nhạc trưởng. Theo cố nhạc sư Nguyễn Vĩnh Bảo, thông thường trong dàn nhạc sẽ được giao cho người chơi cầm đờn kìm giữ.

## Âm thanh
Âm thanh song lang nghe đanh gọn, có cao độ lớn nhất và âm vực rộng vang rất xa, không cần qua hệ thống khuếch đại mà từ xa ta có thể nghe rõ hơn các nhạc cụ khác trong dàn nhạc tài tử - cải lương. Nó có tần số cực lớn, theo một chuyên gia vật lý đánh giá, tần số của nó khoảng trên 3.000 Hz.

## Sử dụng
Khi sử dụng song lang người ta dùng tay hoặc chân đập vào dùi gõ, dùi gõ đập vào song lang tạo ra âm thanh... Song lang được sử dụng để cầm nhịp trong nhạc tài tử Nam Bộ, trong dàn nhạc sân khấu Cải lương và trong Ca Huế.
Song lang là một biểu trưng trong dàn nhạc tài tử và cải lương, nó có vai trò rất quan trọng trong việc giữ trường canh cho các nhạc cụ khác theo đó mà giữ tiết tấu nhịp điệu của mình trong hòa tấu. Người giữ song lang ngày xưa phải là thầy đờn (đờn kìm), từ sau 1975 thì người giữ song lang là tay guitar chính, nhưng ở một số nơi, người đờn kìm phải giữ song lang. Tất cả các nhạc công phải hướng theo tín hiệu song lang mà giữ trường canh tiết tấu theo nhạc trưởng (người giữ song lang) và báo hiệu để kết thúc một giai điệu.
Trên thế giới cũng có loại nhạc cụ tương tự như Castanets.

## Trong văn hóa đại chúng
Năm 2018, bộ phim Song lang của đạo diễn Leon Quang Lê với đề tài là nghệ thuật sân khấu cổ truyền cải lương ra mắt khán giả với tên gọi được đặt theo loại nhạc cụ này.